# Histoire de Wihr-au-Val
Située dans la vallée de Munster, la localité de Wihr-au-Val a connu une histoire mouvementée, témoin de l'histoire de sa région et des temps qu'elle a traversés. Simple ferme sur des terres octroyées à l'abbaye de Munster par les rois francs, elle devient témoin et enjeu des multiples luttes d'influence féodales au XIIe et XIIIe siècles. C'est dans ce contexte qu'elle sera fortifiée à la fin du XIIe siècle et deviendra chef-lieu d'un bailliage appartenant aux Ribeaupierre (ou Rappoltstein) jusqu'à la Révolution.
La cité a été trois fois détruite au cours de son histoire, en 1279, 1293 et 1940.

## Présence humaine antérieure
Des haches polies néolithiques datant d'environ 5300 av. J.-C. ont été retrouvées au sommet du Staufen,.

## Origines
Vers 660 fondation de l'abbaye de Munster par Boniface, duc d'Alsace. Il se serait fait construire un pavillon de chasse à l'emplacement de Wihr-au-Val.
En 675 Childéric II, roi des Francs, donne l'ensemble du val Saint Grégoire à l'abbaye de Munster.
En 896, Wihr-au-Val est citée pour la première fois sous le nom Bonifacii Villare, ferme de Boniface.
En 1143 l'abbaye de Munster, ses biens et ses terres, sont intégrés à l'évêché de Bâle. Le pape Eugène IV confirme cette cession par une bulle de 1146.
En 1162, l'évêque de Bâle octroie une seigneurie à la famille Rappoltstein. Le château et la ville de Wihr-au-Val leur sont octroyés en fief avec jus patronatus (en).

## Lutte entre les Girsberg et les Rappoltstein
Un palais seigneurial (Dinghof ou cour colongère) existe à Wihr-au-Val, attaché au château du Girsberg. La famille Butenheim a été en possession de ce fief et a soutenu certains droits contre les habitants de Wihr-au-Val. Les Butenheim ont vendu ces droits à la famille Girsberg, qui a probablement construit le château à son nom. La date exacte n'est pas connue, mais les Girsberg apparaissent pour la première fois en 1185 dans les annales colmariennes.
Vers 1222, Andreas von Girsberg construit une chapelle sur le Sonnenberg, peut-être la chapelle Sainte Barbe, ou à l'emplacement de l'actuelle chapelle de la Sainte Croix.
En 1234, la famille Girsberg offre la chapelle du Sonnenberg aux chevaliers de Saint Jean de Colmar.
En 1252, Conrad, barbier de Wilre, Wihr-au-Val, se voit conférer par Frédéric, abbé de Munster, deux parcelles de vignes à côté de l'église de Wihr-au-Val. Il s'agit de la première mention du vignoble de Wihr : Agrum vinearum iuxta ecclesiam wilre.
En 1262, un acte de vente est scellé ente Ulrich II et Dietrich de Girsberg. L'objet de la vente n'est pas précisé. Il est à noter que dans l'acte, Rappoltstein et Girsberg traitent en égaux.
En 1273, Rodolphe Ier de Habsbourg, dont l'élection à la tête du Saint Empire met fin au Grand Interrègne, en conflit avec l'évêque de Bâle, dévaste la vallée.
En 1275, nouvelle mention du vignoble de Wihr dans les annales de l'abbaye de Munster : Agrum vinearum situm in banno wilr iuxta ecclesiam ibidem.

### Wihr-au-Val est incendiée et entièrement détruite par les Girsberg
Le 20 septembre 1279, Wihr-au-Val est assiégée et incendiée par les Girsberg. Les Girsberg, détenant la cour seigneuriale de Wihr-au-Val, mais ni la ville, ni son château, considèrent avoir des droits sur la ville. Ils se sentent probablement acculés face à la progression dans la vallée des Rappoltstein et des Hattstatt, qui se fait au détriment de leurs propres possessions, et mènent pendant quelques années une politique agressive vis à vis de leurs voisins. Le château de Wihr, le Sonnenbourg, relié aux remparts de la ville, ainsi que la ville elle-même sont détruits. « Les seigneurs de Girsperch prirent Turinchen [Turckheim], la veille de la Saint-Mathieu, et détruisirent de fond en comble par le feu la ville de Wilre [Wihr-au-Val] ».
La localité est protégée par un rempart à la suite de cet événement. Il est probable que le château du Sonnenbourg a été construit au même moment.
En 1281, les Girsberg construisent un petit château au sommet du Staufen, nommé Staufenberg, ou parfois Girsberg-Staufen, probablement pour tenter de bloquer à la famille Hattstatt l'accès à la vallée de Munster, sur laquelle cette dernière a des visées. Ce château est immédiatement détruit par les habitants du Haut-Mundat, vassaux de l'évêque de Strasbourg. Les Hattstatt construisent dès 1282 le château de Haut-Hattstatt pour protéger la route Hattstatt-Soultzbach.
En 1284, les Girsberg reconstruisent le château du Staufenberg. Celui-ci est détruit, « réduit en cendre » disent les chroniques, la même année par Conrad-Werner de Hattstatt.

### Long siège du Château du Girsberg
En 1289, les seigneurs de Girsberg assassinent Sigfrid de Gundolsheim, Schultheiss impérial et seigneur du Holandsbourg. L'empereur Rodolphe II de Habsbourg est en colère et ordonne en 1290 aux troupes de la ville impériale de Colmar d'assiéger le château du Girsberg. Un camp est installé à 300 m du château, 50 m plus haut, depuis lequel est installé un trébuchet afin de bombarder le château. Le siège s'éternise et les colmariens sont épuisés. En 1291, Rodolphe II envoie des hommes, des vivres et de l'argent aux assiégeants et leur ordonne de mener des travaux de mines afin de faire tomber les murailles. Une galerie est creusée dans le roc afin d'atteindre les fondations des murailles. Deux galerie de diversion sont creusées. Après un long siège de 23 à 30 semaines, qui en fait le siège le plus long de l'histoire des châteaux d'Alsace, les Girsberg se rendent aux troupes colmariennes commandées par le bailli impérial Conrad-Werner de Hattstatt, lui donnant toutes leurs possessions. Les Girsberg sont restés emprisonnés ensuite deux années dans leur château et n'ont pu le quitter qu'à la condition que le château soit démoli,.

### Wihr-au-Val est assiégée et à nouveau détruite
En septembre 1293, Colmar, soutenu par Anselme de Rappoltstein, se révolte contre Adolphe de Nassau. Afin de s'attacher la population de Colmar, Anselme de Rappoltstein autorise le pillage de Turckheim. L'ensemble du bétail pris est amené à Wihr, possession des Rappoltstein. Adolphe de Nassau réagit et assiège Colmar le 28 septembre. Des habitants de Munster, fidèles à l'empereur Adolphe de Nassau, partent l'appuyer contre Colmar. En chemin, ils s'arrêtent pour piller le vignoble de Wihr, bailliage des Rappoltstein, emportant les raisins mûrs en représailles et s'attardant à piller les caves. Pendant ce temps, une troupe colmarienne de 20 soldats vient au secours des habitants de Wihr qui, avec leur appui, tuent une partie des assaillants, et font prisonnière une autre. Adolphe de Nassau ne peut tolérer cela. Il envoie le seigneur Cuno de Berckheim avec un détachement de 500 hommes et des machines de guerre pour assiéger Wihr. Il fait construire deux grandes machines qui lancent des pierres et un bélier pour enfoncer les murailles. Il se rend maître en peu de jours de la ville ainsi que du château, qu'il rase,,.
En 1296, l'empereur Rodolphe II étant décédé, les Girsberg reviennent sur leur promesse et reconstruisent leur château du Girsberg.
En 1298, la charte de partage de la seigneurie de Rappoltstein mentionne Wihr-au-Val. La cité est donc reconstruite à cette date.
En 1303, les Rappoltstein reconstruisent le château du Sonnenbourg. Une charte de la même année qualifie les seigneurs Johan et Otto, frères von Girsberg, de vassaux du sire de Rappoltstein. Turbulents, ils chercheront à remettre cette vassalité en cause.
Une querelle met aux prises les seigneurs de Giersberg, branches aînées et cadettes. Les premiers, victorieux, s'emparent du château du Giersbourg, mais peu après Henri-le-Jeune de Rappoltstein l'assiège. Comprenant la situation dangereuse, les assiégés capitulent.
En 1306, les seigneurs Johannes et Otto von Girsberg font la paix avec Henri-le-Jeune de Rappoltstein, et ils lui remettent, en présence du Landvogt Jean de Lichtenberg et de Jean, landgrave de l'Alsace inférieure, le château et la ville de Wilre (Wihr-au-Val), sis en face du château de Girsberg, en tant qu'ils leur appartient à eux et aux Butenheim.
Conformément à l'accord de 1306, ils cèdent le château patrimonial à Henri de Ribeaupierre en 1316, recevant en compensation et en fief le château de Stein près de Ribeauvillé, appelé plus tard château du Girsberg.
Le château du Girsberg situé en-face de Wihr-au-Val n'est pas utilisé par les Rappoltstein et tombe peu à peu en ruine.
En 1339, le traité de Marquard entre l'abbaye de Munster et la communauté des habitants de la vallée énumère dans les détails tous les droits de l’abbé et par conséquent toutes les servitudes auxquelles sont assujettis les habitants du Val Saint-Grégoire. Il prévoit dans son article 67b que « Chaque boucher, cordonnier ou tanneur de Walbach ou de Wihr qui vient dans notre ban paye au tonloyer une taxe de 1 et 2 deniers... ». Par ailleurs, son article 107 prévoit que « Les manses de Mulhbach, de Dieffenbach, de Fronezelle, d’Eschbach, du petit manse de devant, de Wihr, [...]: toutes les tenures susdites produisent [au Dinghof de l'abbaye de Munster, chaque année à titre de dîme] chacune vingt et une émines d’avoine mesurée à ras bord, et un fuder de bois et un poulet ».

## Luttes entre les Rappoltstein et les Hattstatt
En 1346, les seigneurs de Ribeaupierre cèdent en arrière-fief la ville et le château aux seigneurs de Hattstatt, après en avoir reçu l'autorisation de l'évêque de Bâle.
En 1349, la peste noire emporte la moitié de la population de la vallée.
En 1397, des moulins seigneuriaux sont construits sur la Fecht, à hauteur de Wihr.
En 1397, le comte de Rappoltstein songe à réhabiliter le château du Girsberg, à l'abandon. Le projet sera finalement abandonné.
En 1410, Johannes Wilhelmus de Girsperg, écuyer, engage à Schmasmann, sire de Ribeaupierre, pour 1 000 florins d'or, tous ses biens, à savoir le château de Stein, qu'on appele alors Girsperg, les villages de Walbach et de Zimmerbach, Dürre Logelheim, les cours domaniales de Wiler [Wihr-au-Val] et d'Eguisheim. Il semble bien que les Girsberg conservent des droits seigneuriaux à Wihr-au-Val.
Le 12 juin 1422, Maximin de Ribeaupierre et le comte Jean de Lupfen déclarèrent la guerre à Hans Wilhelm de Girsperg sur l’ordre du duc Charles II de Lorraine. Hans Wilhelm est tué d’un coup d’arquebuse le 16 juin, probablement lors du siège du château de Ribeauvillé. Les domaines engagés en 1410 restent aux mains des Ribeaupierre.
En 1440, les Rappoltstein récupèrent Wihr-au-Val et son château.
Vers 1446, la guerre éclate entre les Rappoltstein et les Hattstatt.
En 1491, la chapelle-ossuaire Saint Michel est construite.
En 1510, les Rappoltstein cèdent la ruine du Girsberg ainsi que le domaine attenant à l'abbaye de Murbach.
En 1525, les troubles de la guerre des paysans touchent la vallée. L'abbaye de Munster est occupée et un nommé Beck de Munster monte une bande d'habitants de la vallée, qui prend part à la bataille de Scherwiller.
En 1603, Eberhardt de Ribeaupierre reconnaît avoir donné à l'abbaye de Munster le droit de faire flotter du bois sur la Fecht (le bois est coupé en fond de vallée et vendu en plaine), en échange d'un droit de chasse sur les terres abbatiales de Turckheim.
En 1614, Cenophée Hamer est jugée pour sorcellerie. Elle est acquittée.

## Guerre de Trente ans
En 1622, une scierie seigneuriale située au bord de la Fecht est attestée.
Le 14 mars 1631, Catherine Huger, de Gunsbach, est soupçonnée de sorcellerie. Emprisonnée à la prison seigneuriale de Wihr, située dans la tour dite "Girsberg", l'une des quatre tours d'enceinte de la ville, elle est interrogée pendant une semaine et torturée par le bourreau Arnold, avant d'être condamnée pour adultère et sorcellerie. Condamnée à être déchirée avec des pinces rougies puis brûlée vive, elle sera seulement décapitée et brûlée à Gunsbach le 21 mars, la peine ayant été allégée, au grand dam du public nombreux venu des villages voisins assister au supplice.
En 1632 les Suédois s'installent dans la vallée. La même année le colmarien Zacharie Buob est nommé receveur du bailliage de Wihr par le comte de Ribeaupierre.
Le 9 février 1635, Wihr est pillée par les troupes lorraines et impériales.
En 1635, les Français sont dans la vallée.
En 1635 et 1636 une épidémie de peste sévit dans la vallée
En 1636, la ville est pillée par les troupes impériales, le receveur du bailliage, Zacharie Buob, accusé d'avoir favorisé la prise du château du Hohnack par les Français est arrêté et torturé.
En 1648, les traités de Westphalie rattachent les possessions alsaciennes des Habsbourg, ainsi que les seigneuries rattachées, au royaume de France. Les seigneuries des Rappoltstein, comprenant Wihr-au-Val, deviennent françaises. Les Rappoltstein deviennent les Ribeaupierre.

## Période française
En 1673, à la mort du comte Jean-Jacques de Ribeaupierre, la lignée s'éteint et l'ensemble de ses possessions, dont Wihr-au-Val, passent à la maison de Deux-Ponts, faisant de Wihr-au-Val une terre possessionnée, appartenant à une prince allemand, mais dépendant du royaume de France.
Le 24 février 1681, le curé de Wihr-au-Val se plaint du comportement des paroissiens, et notamment des femmes, pendant le carnaval. Ce jour, le Weibertag, les hommes n'ont pas le droit de se montrer et les femmes paradent en ville avec un bouc décoré et deux tonneaux de vin. À la suite de la requête du curé de Wihr, le bailli porte par ordonnance défense à toute femme, au jour de la fête appelée Weibertag, que les femmes célèbrent chaque année dans la commune de Wihr, à cause des désordres causés, de paraître dans la rue, sous peine de 3 couronnes d'amende. Ordre est donné aux porteurs de vin de faire le tour du bourg, avec leurs hallebardes, et de fustiger sévèrement toute femme qui enfreindrait cette défense,.
En 1687, le bailli de Wihr demande à ce qu'il soit défendu aux habitants de Wihr de se rendre à la fête de Soultzbach, desquels ils reviennent trop souvent « avec des têtes ensanglantées », le seigneur du lieu ayant l'habitude de ne pas empêcher les rixes, qui lui rapportent des amendes.
En 1692, la fille de Gaspard Hartmann est condamnée à une amende de 26 livres, 13 sous, 2 deniers pour avoir accouché d'un enfant naturel.
En 1706 des incendies causent des dégâts dans les forêts du Staufen. Ordre est donné au maître-chasseur Weber de se rendre sur place pour examiner les dégâts sur les forêts seigneuriales et d'en déterminer les causes.
En 1709, la chapelle-ossuaire Saint Michel est restaurée.
En 1732, un ingénieur militaire anonyme relève : « Wihr au Val Saint-Grégoire est un bourg composé de 56 feux, entouré de bonnes murailles, situé sur un petit ruisseau. »
En 1736, la chapelle de la Sainte Croix est construite à l'emplacement d'une croix réputée miraculeuse ; elle est confiée en 1763 à la garde d'un ermite.
En 1743, les bourgeois de Strasbourg sollicitent l'autorisation de faire flotter sur la Fecht, en traversant le ban de Wihr, le bois qu'ils ont acheté à l'abbaye de Munster.
En 1767, une requête est déposée devant le conseil souverain par Frédéric, prince palatin de Deux-Ponts, seigneur de Ribeaupierre, contre les habitants de son bailliage de Wihr. Il expose qu'il possède dans le Val de Saint Grégoire une métairie du nom de Gyrsperg, appartenant autrefois aux nobles de ce nom qui y avaient un château. Le ban de cette métairie est séparé de celui de Wihr. Or, les habitants de Wihr, qui disposent du droit de ramasser le bois mort sur le ban de Wihr, viennent jusqu'à abattre des arbres dans les forêts du Staufen, sises sur le ban de Gyrsperg, et requiert le versement de dommages et intérêts. La requête a été rejetée à la suite de l'opposition des habitants de Wihr, qui ont démontré qu'à la suite de l'autorisation accordée par le seigneur de Ribeaupierre en 1728, celui-ci avait accordé le droit de coupe de bois aux habitants de Wihr dans les forêts du Staufen. La lecture des différentes archives de cette époque montre une tension forte sur les forêts du ban de Wihr : la ressource devient rare et son exploitation est source de conflits entre la municipalité et la seigneurie.
En 1783, Bureaux de Citey, ingénieur militaire, écrit : « La ville de Wihr et le village de Walbach forment une population de 1 330 habitants catholiques vivant du produit de leur terrain, sans aucune ressource de commerce ni d’industrie, sauf une blanchirie (sic) établie à Wihr et la filature de coton. Les prairies sont grandes et très abondantes en mauvais fourrages, attendu qu’elles sont marécageuses, inconvénient qui résulte de sa forme trop horizontale et trop unie du fond de la vallée. Les terres labourables sont en petite quantité. Les vignes sont la partie la plus considérable de la culture. Elles produisent un vin fort médiocre, mais assez abondant pour suffire à l’échange des denrées de première nécessité telles que le blé. »
Vers 1783, une place située près de la Porte Haute, est louée par le bailliage à la commune pour y construire une usine de salpêtre.
En 1789, le sieur Claudel est condamné aux travaux forcés à perpétuité pour avoir volé deux pièces de drap dans la blanchisserie seigneuriale de Wihr.
La même année, une épidémie de fièvre putride éclate à Wihr.

## Révolution et Empire
Le 18 janvier 1789, dans le cadre des cahiers de doléances, une réclamation signée par Schirschein, prévôt de Wihr au Val Saint Grégoire est remise.
En 1789, les pierres-bornes délimitant les bans de Munster et de Wihr-au-Val sont arrachées par des paysans révoltés.
Le 19 juillet 1790, Wihr-au-Val est mentionnée dans les minutes des débats à l'Assemblée nationale constituante. Le comité des finances de l'Assemblée nationale constituante examine la dénonciation faite par le contrôleur général contre le maire de Wihr-au-Val (indiqué "Villarat" dans le procès-verbal, erratum à la fin du document) pour avoir pris un salaire de 45 livres pour avoir, avec la garde nationale, prêté secours, sur la réquisition de M. Lheureux, régisseur, aux employés de la perception des impôts. Le comité considère qu'il appartient au contrôleur général de se faire restituer ces sommes par les voies convenables, sans avoir à saisir le comité.
Le 5 mai 1791, le directoire du district de Colmar ordonne aux officiers municipaux de Wihr-au-Val « de ne plus permettre aux récollets de Kaysersberg de faire des quêtes pour les vins, car ils sont désormais salariés par la nation ».
En décembre 1791, Frédéric-Georges Pape est nommé curé constitutionnel de Wihr-au-Val.
En 1792, il abandonne la prêtrise et fonde à Wihr-au-Val un club patriotique. Plusieurs fois molesté, il adresse plaintes sur plaintes au directoire de district à Colmar.
La même année, la chapelle de la Sainte Croix est détruite.
Le 3 mai 1798 (14 floréal de l'an VI), les gendarmes interviennent pour mettre un terme à une messe clandestine organisée par un prêtre non-jureur, de nuit, dans les locaux de la blanchisserie Schoenheitz.
La chapelle de la Sainte Croix est reconstruite en 1806 et rendue au culte en 1814.

## XIXesiècle
Dans la nuit du 28 au 29 janvier 1818, Jean Heinrich, 26 ans, assassine Jacques Heinrich, son père, en le battant et en l'étranglant dans sa ferme de Gigersbourg, entre la Nouvelle Auberge et la forêt. Sa mère, Salomé Heinrich, née Schwartz, est poursuivie pour complicité. Ils sont condamnés à mort et guillotinés le 9 juillet 1818, place du marché aux bestiaux à Colmar (actuelle place Jeanne d'Arc),. Jean Heinrich était la terreur de la contrée. Plusieurs vols de nuits et brigandages de grand chemin lui sont attribués. Il est également soupçonné d'avoir tué et détroussé en 1816 un ouvrier qui venait de toucher sa paie et dont le corps a été retrouvé dans la Fecht.
En 1823, 62 habitants de Wihr-au-Val travaillent dans les filatures Hartmann de Munster, dont six enfants de sept à onze ans et 24 enfants de 12 à 16 ans.
En 1834, Jean Kiener fait construire un atelier de tissage dans l'actuelle impasse de la Brasserie.
En 1848, à la suite de la révolution et de la proclamation de la République, Médard Burgard, républicain convaincu, est élu maire de Wihr-au-Val.
Le retable de la chapelle-ossuaire Saint Michel est probablement détruit pendant les troubles révolutionnaires.
En 1849, Médard Burgard est élu député à l'Assemblée Nationale. Il siège à l'extrême gauche.
La même année, dans son Dictionnaire géographique de l'Alsace, Jacques Barol dit à propos de Wihr-au-Val : « Vins estimés ; tissage de coton, deux moulins, deux tuileries, une fabrique d'huile et une blanchisserie ».
Le 2 décembre 1852, Médard Burgard s'oppose au coup d'état de Louis-Napoléon Bonaparte. Proscrit, il est contraint à l'exil. Il pourra revenir en France en 1859. Optant pour la France en 1870, il sera élu maire de Vitry-sur-Seine en 1892.
En 1862, les frères Kempf rachètent l'atelier Kiener et le transforment en brasserie.
En 1868, la ligne de chemin de fer de Colmar à Munster est inaugurée.
En 1869 est construite l'église Saint Martin pour remplacer l'ancienne église devenue trop exigüe. Les travaux prendront fin en 1873.
En 1871, à la suite de l'annexion de l'Alsace-Lorraine, 25 habitants de Wihr-au-Val optent pour la nationalité française, pour une population de 1 035 habitants.
En février 1877 a lieu un fait divers étonnant : une lutte épique, au cœur du village, entre un sanglier et les habitants,.
En 1904, une tour d'observation touristique est construite au sommet du Staufen. Elle sera détruite au début de conflit mondial, en 1914.

## Première Guerre mondiale
Les 18 et 19 août 1914 de violents combats ont lieu entre Français et Allemands à Gunsbach d'abord, puis entre Gunsbach et Wihr-au-Val. Une colonne d'infanterie française qui progressait vers Wihr est stoppée 500 mètres à l'est de Gunsbach. Elle doit se retirer dans Gunsbach où les combats se poursuivent. Des chasseurs français font mouvement vers le sud par Soultzbach, et contournent Wihr. Les Allemands se retirent à Logelbach.
Le 19 août 1914 a lieu la bataille de la Croix de Wihr sur la crête.
Le 28 août 1914 une contre-offensive allemande provoque le repli sur Wihr-au-Val des éléments français stationnés à Turckeim.
Le 2 septembre 1914 des affrontements, dont des corps-à-corps, ont lieu sur les hauteurs de Wihr, en particulier aux abords de la chapelle de la Sainte Croix.
Les corps des soldats tués sont enterrés à côté de chapelle Sainte Croix. Une fosse commune sera creusée dans le cimetière. Les corps seront exhumés et déplacés au cimetière militaire de Munster après la guerre.
Le 8 juin 1915 Metzeral et Sondernach sont évacués par l'armée allemande. L'ordre d'évacuation précise : « entre Wihr-au-Val et Walbach ils pourront rester et habiter. Ils n'ont pas le droit de retourner en arrière, ni d'avancer. » Des réfugiés de ces deux villages sont vraisemblablement accueillis à Wihr.
En 1915, Clémentine Bachmann de Wihr-au-Val écope de 6 semaines de prison pour avoir dit, le 8 août 1915, « Ça vaudrait beaucoup mieux si les chasseurs alpins étaient de nouveau à Wihr-au-Val ».
De 1916 à 1918, les Allemands construisent la Hohnack-Staufen Riegel, ligne de défense constituée d'un chapelet de blockhaus reliant le Hohnack au Staufen, passant par Wihr-au-Val, dans le but de constituer une ligne de défense en cas de percée du front par les Français. Deux bunkers au nord de Wihr ont été construits par des prisonniers de guerre roumains.
Le 11 novembre 1918 marque la fin de la guerre à Wihr comme dans la plupart des endroits. Des souvenirs et un témoignage sont laissés par le maire de Wihr, Adrien Burgard.

## Entre-deux-guerres
Le 26 novembre 1933 Auguste Scherlen, historien local, meurt à Wihr-au-Val, près du Stumpfenkopf, sur le sentier montant au Staufen.
Toute la période de l'entre-deux-guerres est marquée à Wihr-au-Val par de fortes tensions politiques entre les « rouges » et les « noirs ».
Joseph Stalter, ancien président de l’harmonie Saint Martin de Wihr au Val, raconte : « Il y avait de profonds clivages dans les familles. Les « rouges » étaient pour la plupart d’anciens combattants de la guerre 14-18, reconnus par l’État français comme tels. C’était un honneur, pour ceux qui avaient combattu du côté de l’ennemi, d’être reconnus comme combattants français. Ils étaient donc tous patriotes, pour la France. Par contre, les « noirs » étaient pour la plupart du côté des curés. Ils voulaient devenir indépendants, autonomes, pour pouvoir supprimer le clivage entre l’Église et l’État, provoqué par les lois laïques. Bien sûr, de l’autre côté du Rhin, on fait tout pour soutenir l’autonomie. Naturellement, ils se sont heurtés aux « rouges », anciens combattants, qui avaient une forte reconnaissance nationale. Les « noirs » ont voulu se défaire du patriotisme, mais ils n’y sont pas parvenus. Cela a créé un gouffre terrible ! Il y avait deux associations, deux musiques, deux clubs de football… »

## Seconde Guerre mondiale

### 18 juin 1940 - Combats et destruction du village
Le 18 juin 1940 pendant la Seconde Guerre mondiale, le village est complètement détruit par les obus incendiaires de l'artillerie allemande qui lutte contre les Français installés sur les monts au-dessus du village. 
À 5 h du matin ce 18 juin, les habitants sont réveillés par des explosions : le génie français faut sauter le pont sur la Fecht afin de ralentir l'avance des armées allemandes. Dans la matinée, l'avant-garde allemande atteint déjà La Forge. Le génie français installe un barrage de rondins à l'entrée du village, rue de Walbach. Quelques soldats français des 21e et 42e régiments d'infanterie de forteresse reçoivent pour ordre de ralentir la progression ennemie. Ils s'installent dans le village et positionnent une mitrailleuse sur les hauteurs, vers la chapelle de la Sainte Croix.
Un avion de reconnaissance allemand survole le village, puis se retire. À 9 h, les premiers détachements allemands s'avancent et le crépitement de la mitrailleuse en batterie se fait entendre. Les Allemands répliquent par un premier bombardement depuis des batteries installées aux abords de La Forge, en visant les points hauts pouvant servir de postes d'observation. La chapelle de la Sainte Croix, le clocher ainsi que la nef de l'église Saint Martin, la porte fortifiée et le réservoir d'eau sont touchés. Les allemands entrent progressivement dans le village, perdant deux hommes route de Walbach et trois hommes vers la route nationale, en remontant la rue de la gare. À midi le village est occupé.
Mais, soudainement, ils évacuent entièrement le village. Les anciens combattants qui ont été dans l'armée allemande au cours de la première guerre mondiale ont alors rapidement donné l'alerte : cela signifie que le village va être détruit. Les habitants fuient rapidement, ou se réfugient dans la cave de la brasserie. Les troupes françaises se sont retirées plus tôt dans la forêt, perdant un homme, tué.
À 14 h les batteries positionnées à la gare de Walbach-La Forge et à la Nouvelle Auberge arrosent le village d'obus incendiaires. L'incendie se propage rapidement, malgré les tentatives désespérées des habitants. À 17 h le clocher de la porte fortifiée s'effondre. À 3 h du matin le 19 juin, c'est le tour du clocher de l'église.
Marguerite Siffert, âgée de plus de 80 ans et résidant à l'hospice est tuée dans l'incendie. Quatre cents habitants se trouvent sans abri. Pendant la reconstruction qui n'a lieu qu'après la guerre, les habitants sont logés dans des baraquements.

### Incorporation de force
À la suite du décret d'incorporation du Gauleiter Wagner d'août 1942, les classes mobilisables de Wihr-au-Val sont incorporées de force à l'armée allemande.
Le 22 juillet 1944 à Naumiestis (Lituanie), pour s'être réjoui de la tentative d'attentat ratée contre Adolf Hitler, Louis Mangold, né le 21 août 1925 à Wihr-au-Val est incorporé dans la Stabs-Kompanie/Grenadier-Regiment 1072, est condamné à mort par le tribunal itinérant rattaché au Gericht Panzer-Armee-Ober-Kommando 3 et fusillé à 18 h.

### Résistance
Deux réseaux de résistance étaient actifs à Wihr-au-Val : un réseau de passeurs, dirigé depuis Colmar, tombé entre les mains de la Gestapo début avril 1942, et un réseau qui cachait des réfractaires et dont certains membres étaient armés. Les résistants de ce réseau, dont leur chef, le curé Vuillemin, curé de Zimmerbach, ont été arrêtés le 31 janvier 1945, mais les réfractaires, bien cachés, ont échappé à la rafle. Seize wihriens ont été déportés pour faits de résistance.
Le village a été libéré par les Américains le 4 février 1945 sans combats, les derniers Allemands ayant quitté le bourg la veille.
La commune a été décorée, le 11 novembre 1948, de la croix de guerre 1939-1945.

## Après-guerre et temps présents
En 1952, les manufactures Hartmann construisent un tissage très moderne à Wihr-Au-Val (tissage dit de Walbach) : le premier au monde à être équipé de métiers à tisser de type « Sulzer » sans navette.
En 1957, vente du tissage de Walbach (ban de Wihr-au-Val) au groupe « Les Héritiers de Georges Perrin » de Cornimont, qui deviendront les partenaires financiers des MHF.
Au printemps 2020 le village est durement touché par l'épidémie de Covid 19.

## Articles liés
- Wihr-au-Val
- Cimetière de Wihr-au-Val
- Château du Girsberg
- Château du Sonnenbourg
- Château du Staufen
- Famille Ribeaupierre
- Famille Hattstatt